# Григорук Анатолій Іванович
Анато́лій Іва́нович Григору́к (*20 березня 1932, Махаринці Козятинського району Вінницької області) — поет, прозаїк, перекладач. Заслужений журналіст України, член Національної спілки письменників України.

## Життєпис
Навчався в Бердичівський середній школі.
Закінчив філологічний факультет Київського державного університету ім. Т. Г. Шевченка.
У 1956 році почав працювати вчителем у школі на Хмельниччині, потім викладачем на кафедрі стилістики Київського державного університету ім. Т. Г. Шевченка.
З 1958 по 1968 працював у редакції видавництва для дітей «Веселка», колишньому «Дитвидаві». На цій роботі він упорядковував книжкові збірки, підтримував творчість початківців-письменників і сам писав книжки.
У 1968 році Анатолій Іванович перейшов на роботу в редакцію журналу для дітей «Малятко» і багато років був головним редактором цього видання.
Нині письменник працює в літературному відділі рідного журналу.

## Творчість
1961 року у видавництві «Веселка» побачила світ його перша книжка для дітей «Семафори відкрито».
Він пише вірші, оповідання, повісті, перекладає твори для дітей з інших мов. Чимало творів письменника вміщено у читанках, збірках, надруковано у дитячих журналах.
Автор книжок для дітей:
1. Семафори відкрито.
2. Сніговик-дражнилко.
3. Гусак Червонопал.
4. Пухова сніговиця.
5. Солом'яне море.
6. Жилетка "Пінгвін".
7. Чим хата багата.
8. Що край, то звичай.
9. Побрехенька про лиху напасть.
10. Волелюбний вітер.
11. Праправнук барона Мюнхгаузена
12. Слон в аптеці.
13. В Поторочі чорні очі.
14. Автобус бабцю віз горою.
15. Мала купа.
16. Тут одна звірина.
17. Медуза Горгона.
18. Казочка про мурашиний гриб.
19. Триста бочок із медами.
20. Як стати чарівником.
21. Перша доріжка в небо.
22. НесподІваний подарунок.
23. Хто міняє, той нічого не має.

Автор багатьох перекладів.

## Нагороди
- Заслужений журналіст України
- Відмінник народної освіти
- Лауреат літературної премії імені Наталі Забіли
- Лауреат літературної премії імені Платона Воронька (2018)